# Загородські говірки
Загородські говірки — термін, яким окреслюють берестейсько-пинські говірки західнополіського діалекту української мови, поширені на Берестейщині. Утворений від назви історичної частини Пінщини, старовинних шляхів і однойменної рівнини — Загороддя. Уведена у науковий обіг діалектологом Федором Климчуком в 70-х роках XX століття.

## Особливості говорів південно-західної Білорусі

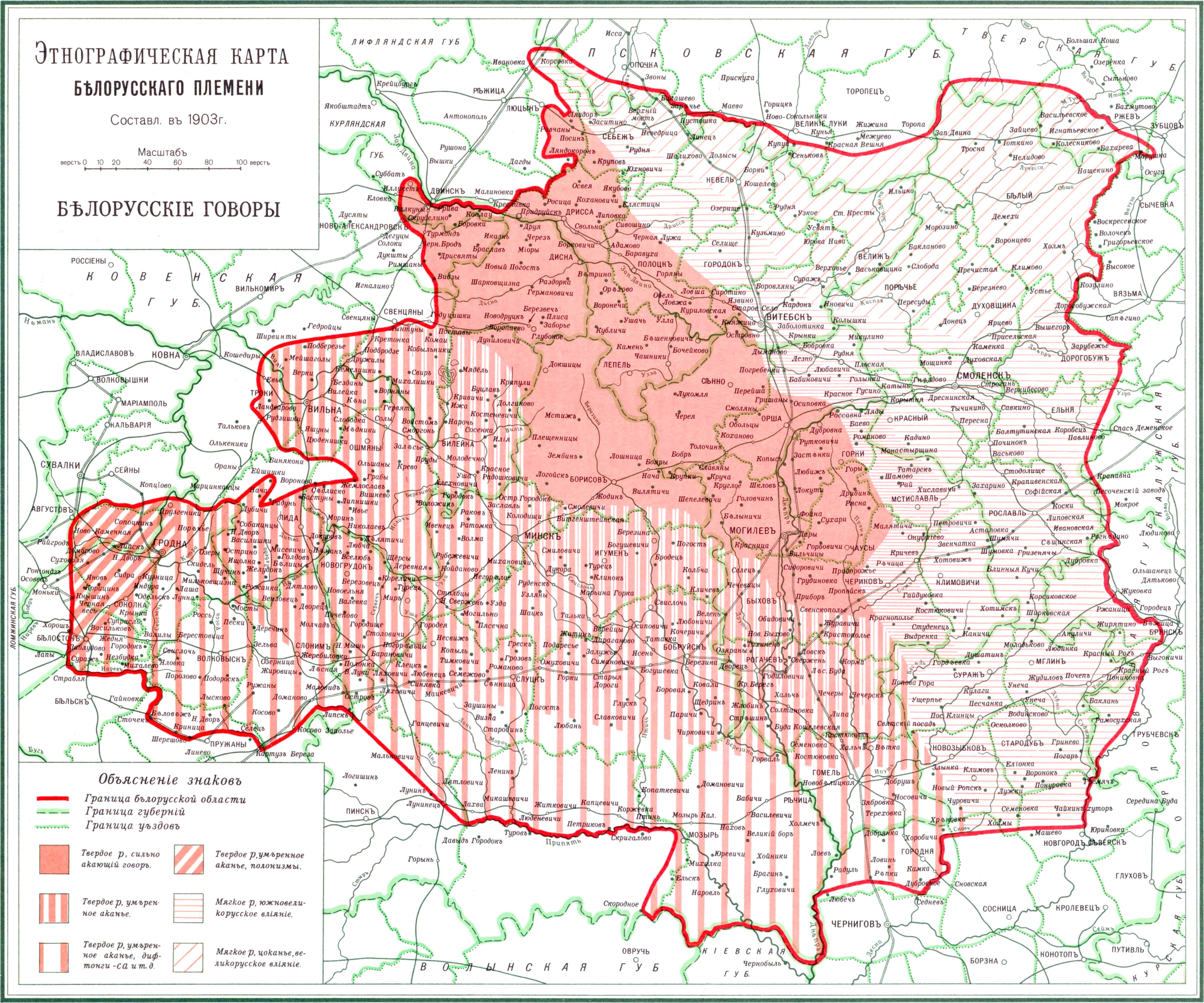
«Етнографічна мапа білоруського племені» (проф. Є. Ф. Карський, 1903)

Говори південно-західної Білорусі за фонетичними та лексичними ознаками наближаються до сусідніх волинсько-поліських говорів української мови. На білоруських діалектних картах їх здебільшого виділяють в окрему поліську групу говорів білоруської мови, натомість в українських джерелах їх часто називають берестейсько-пінськими говірками української мови (а їхніх носіїв, відповідно, зараховують до «українців Берестейщини»). При проведенні переписів населення у XIX—XX ст. у Російській імперії, міжвоєнній Польщі та СРСР щоразу застосовувалися інші підходи до ідентифікації західних поліщуків: у матеріалах різних переписів вони фігурують як «малорусы», «белорусы», «русские», «тутэйшыя» та інші. Під час переписів, що проводилися у другій половині XX ст., західні полішуки Берестейської області ідентифікувалися переважно як білоруси.
У поліських говірках збереглися деякі архаїчні елементи. Відомий український славіст Юрій Шевельов так окреслив характер формування поліської діалектної зони: «Власне внаслідок поступового поширення „литовських“, тобто по суті протобілоруських рис і інновацій, з одного боку, і києво-подільсько-галицьких, з другого, терен КП [Києво-Поліського] регіону звужувався, і з півдня і з півночі відбувалося розмивання поліського ядра. Коли факт входження до протобілоруської мови на півночі і до протоукраїнської мови на півдні став наявним, в осередку поліських говірок виник термін-самоозначення „тутейші“ (тутэйшыя), себто ті, що „тут“ споконвічні і опираються обом експансіям — з півночі і з півдня».
Сучасна зона поширення західнополіських говорів у Білорусі займає південну частину сучасної Берестейської області вздовж кордону з Україною, крім південного сходу області, приблизно до Лунінця на схід та до Пружан на північ. На «Етнографічній карті білоруського племені», складеній проф. Є. Ф. Карським у 1903 р., говори на цій території не віднесені до білоруських.
Характерна відмінність вимови у західнополіських говірках від решти регіонів Білорусі — «д» і «т» на місці «дзь» і «ць»: «дэнь», «будэ (будыть)», «зять (зеть)», «ходыты» замість «дзень», «будзе», «зяць», «хадзіць» (вимову передано за допомогою білоруської орфографії).

### Територіальний розподіл характерної вимови у Берестейській області
За даними білоруського філолога Ф. Климчука, характерні особливості вимови розподілені в Берестейській області Білорусі приблизно таким чином.
Берестюки (синоніми: пінчуки, загородці, західні поліщуки) населяють південну частину Берестейської області, крім південного сходу. Міста та селища міського типу на цій території: Брест (Берестя), Пінськ, Кобринь, Білозерськ, Високе, Дорогичин, Жабинка, Іванове, Кам'янець, Столин, Антопіль, Домачеве, Логишин, Речиця. За особливостями говірок, серед берестюків виділяють основні та периферійні підгрупи. Основні підгрупи — середньозагородці, південнозагородці, північнозагородці та тороканці. Периферійні підгрупи — малечці (Малецька та Сигневицька сільради Березівського району), північнологишинці (кілька сіл на півдні Івацевицького та на півночі Пінського районів), обровці (с. Оброво Івацевицького району), середньопогоринці (м. Столин і селища навколо нього), південнотелеханці (кілька сел на півдні Івацевицького та на півночі Пінського районів).
Приклади характерних особливостей місцевих говірок (у білоруській орфографії). Середньозагородські говірки: «він (вын) будэ (будэть) ходыты (худыты) в ліс, дэнь, нэбо, вэсна, высна, камынь, сын, зеть». Південнозагородські говірки: «він будыть (будэ) ходыты (худыты) в ліс; дэнь, нэбо, вэсна, высна, камынь, сын, зеть». Північнозагородські говірки: «вун будэ ходыты в ліс; дэнь, нэбо, высна, вэсна, камень, сын, зять». Тороканські говірки: «він будыть (будэ) ходэтэ в ліс; дань, набо, высна, камынь, сэн, зеть», малечські говірки: «вуон будэ ходыты в ліес; дэнь, нэбо, вэсна, камэнь, сын, зять». Північнологишинські говірки: «вон будэ ходыты в лес; дзень, нэбо, вэсна, камэнь, сын, зять». Обровська говірка: «вон будэ ходіты в лес; день, нэбо, вэсна, камэнь, сын, зять». Середньопогоринські говірки «вон (вун) будэ ходіті в лес (ліс); дэнь, нэбо, камень, вэсна, сын, зять». Південнотелеханські говірки: «вэн будэ ходіті в лес; дэнь, нэбо, вэсна, камэнь, сын, зять».
Носіями перехідних говірок між берестейсько-пінськими, з одного боку, та північноберестейськими і східнополіськими, з іншого боку, є верхньоясельдці, лунінці, бережновці, бобриковці. Верхньоясельдці населяють верхів'я р. Ясельди, поблизу міст Береза та Пружани. Характерна говірка: «вуон будэ ходзіці у ліес; дэнь, нэбо, камэнь, вэсна, сын, зять». Лунінці населяють кілька сел Лунінецької сільради Лунінецького района. Характерна говірка: «вын буде ходіті в ліс; день, небо, камэнь, вэсна, сын, зять». Бережновці живуть у деяких селах Столинського району (Бережне, Ольпень та ін.). Характерна говірка: «вон буде ходіті в лес; день, небо, камэнь, вэсна, сын, зять». Бобриковці живуть у деяких селищах Бобриковської сільради Пінського району. Характерна говірка: «вон буде хадіті у лес: день, небо, камэнь, вэсна, сын, зять». Носії північноберестейських та східнополіських говірок населяють території, розташовані на північ та на схід від ареалу берестюків-пінчуків. Міста і селища міського типу: Лунинець, Давид-Городок, Мікашевичі, Телехани, Шерешово. Характерні говірки: «вон (вэн) будзе ходзіці (ходзіць, хадзіці) у лес; дзень, небо, вэсна (васна, весна), камэнь (камень), сын, зяць».

## Дослідження
Сучасні дослідники — Федір Клімчук, Григорій Аркушин, Юрій Громик, Лена Леванцевич і інші. Особливості, а також культура носіїв вивчається Західнополіським науково-краєзнавчим товариством «Загороддя».